# Ilanit
Hanna Dresner-Tzakh, conhecida como Ilanit (hebraico: אית; Tel Aviv, Israel; 17 de setembro 1947), é uma cantora israelense que tornou-se uma das cantoras mais populares em Israel do final dos anos 1960 aos anos 1980, tanto como solista quanto na dupla Ilan & Ilanit. Representou Israel por duas vezes na competição Festival Eurovisão da Canção: em  1973 com "Ey Sham em que terminou em 4.º lugar e em 1977 com "Ahava Hi Shir Lishnayim" em que terminou em 11.º lugar.
Ela canta em hebraico, francês e em português. Em mais de quatro décadas de carreira, Ilanit cantou mais de seiscentas (600) canções, em mais de trinta (30) álbuns.

## Vida e Carreira

### Juventude e "Ilan & Ilanit"
Depois que seus pais, Zila e Tuvia, migraram da Polônia, Ilanit nasceu em Tel Aviv, Israel, em 17 de setembro de 1947. Mudaram-se ao Brasil em 1953, onde juntaram-se a vários artistas sul-americanos, tendo permanecido no Brasil até 1960 (tendo Ilanit 13 anos de idade), quando retornaram a Israel. Este período marcou muito sua vida e também veio a influenciar o seu gosto musical.
Em 1962, Ilanit foi descoberta num concurso realizado pela WIZO (Organização Sionista Internacional de Mulheres) e pela revista Maariv. Posteriormente, Ilanit formou um trio, sendo um dos integrantes seu futuro esposo, o cantor Shlomo Zach. O trio ficou conhecido como "Gidi, Zach e Hanna" (em hebraico "גידי, צח וחנה"). Após a divisão do trio, este foi convertido na dupla "Ilan & Ilanit", sendo em 1966 lançado o primeiro álbum, intitulado apenas por "Ilan & Ilanit". Duas de suas canções, " לכל אדם כוכב " (Uma Estrela para Todos) e " בואי סניורינה " (Venha, Senhorita), tornaram-se sucessos no topo das paradas musicais. A dupla se tornou um grande sucesso durante os anos 60 em Israel e no exterior. Seu sucesso de 1970 "Veshuv Itchem" ("Contigo Novamente" em hebraico) foi regravado pela cantora turca Şenay Yüzbaşıoğlu como "Sev Kardeşim" ("Ame meu irmão/irmã" em turco) em 1971.
Ilanit foi casada com Shlomo Zach de 1960 a 1963,

### Carreira solo e anos 1970
Em 1968, Ilanit lançou sua primeira música solo, "כבר אחרי חצות" (kvar acharei chatzot / "Passou da Meia-Noite"). O álbum veio com a música "בוא ונשתגע בחולות" (bo ve-nishtage'ah ba-cholot / "Enlouqueçamos na Areia") de Ilan & Ilanit. Sua primeira apresentação solo ocorreu no Festival de Canção de Israel de 1969, onde cantou "שיר בארבעה בתים" (shir b'arbaah batim / "Canção em Quatro Versos"). Embora Ilanit não tenha vencido a competição, a música em si tornou-se um grande sucesso.
Em 1973, participou pela primeira vez no Festival Eurovisão da Canção de 1973, em Luxemburgo, no qual alcançou a quarta posição com a canção " Ey Sham " ("Algum Lugar"). Esta também foi a primeira participação de Israel no Concurso da Canção. A canção foi composta por Nurit Hirsh , que também regeu a orquestra no Luxemburgo nessa ocasião. Era apenas a segunda vez que a orquestra era seguia a uma mulher; a primeira vez foi naquela mesma noite (Monica Dominique, "You're Summer", Suécia).
A segunda participação de Ilanit no Festival Eurovisão da Canção foi em Londres, Inglaterra, em 1977, com uma canção intitulada "Ahava Hi Shir Lishnayim" ("Amor é uma Canção para Dois"). Com esta música, ela ficou em décimo primeiro. Ilanit tentaria representar Israel no Eurovision pela terceira vez, no Festival Eurovisão da Canção de 1984, mas Israel cancelou sua participação no concurso naquele ano devido a um conflito com o Yom HaZikaron ("Dia da Memória" ou "Dia da Lembrança"). Em vez de esperar um ano pelo próximo concurso, Ilanit decidiu lançar a música com a qual iria competir, "Balalaika" em 1984. Naquela época, Ilanit já era uma das cantoras mais populares de Israel e a música "Balalaika" se tornou instantânea hit, apesar de não ser uma entrada de música do Eurovision representando Israel.
Ilanit foi eleita a melhor cantora de Israel todos os anos de 1971 a 1977, algo inédito, não conseguido por nenhuma outra cantora. Em 1974, Ilanit representou Israel no Festival Mundial da Canção Popular em Tóquio, Japão em 1974 com a canção "Shiru Shir Lashemesh" ("Cante uma Canção para o Sol"). A final foi realizada em 17 de novembro daquele ano e ela ficou na nona posição.
Em 1979, ela lançou uma música chamada "היי דנה" ("Hey Dana"). Um ano depois, ela lançou uma versão em inglês intitulada "Hey Mama" destinada ao mercado internacional

## Anos 1980
Na década de 1980, Ilanit lançou principalmente canções patrióticas como "בללייקה" ("Balalika") , "שיר על נחלים" (" Canção sobre os Rios") e "חלק בעולם" ("Parte do Mundo").
Em 1980, a cantora lançou um álbum duplo intitulado "ארבעה צדדים" ("Quatro Páginas"). O álbum continha uma série de novas canções, a mais bem sucedida das quais foram as canções "אני לא מאמינה" ("Eu não acredito"), "פעם בשנה" ("Uma vez por ano"), ambas escritas por Shimrit Orr.
Em 1986, ela participou de um projeto especial produzido no estilo das canções de caridade "We Are The World" e "Do They Know It's Christmas?" onde os melhores artistas israelenses se reuniram e cantaram a música "עם אחד שיר אחד" ("With One Song"), cuja renda foi destinada a pessoas com deficiência.
No final dos anos 1980, sua carreira começou a minguar e ela parou de lançar sucessos.

### Anos 1990 a 2020
Ilanit continuou a ter grandes sucessos em seu país natal, com canções do compositor Ehud Manor e outros. Junto com outros artistas israelenses consagrados, ela participou de uma turnê pela América do Norte em 2005. Depois de "Brazilian Dream" (Sonho Brasileiro), lançado em 1996, ela não gravou um novo álbum por 12 anos. Em 2008, ela emergiu de um longo hiato, lançando o álbum "Israelit". Desde então, ela continuou a se apresentar ocasionalmente em eventos especiais, por exemplo, o centenário de Hadassah em outubro de 2012. Ela também apareceu na abertura da Grande Final do Festival Eurovisão da Canção 2019, onde cantou o refrão de "Ey-Sham".

## Vida pessoal
Em 1973 Ilanit divorciou-se do marido, Shlomo Zach/Tzakh, com quem se casou em 1966. Mais tarde, ela se casou com Nahum Gat. Em 22 de setembro de 1975, nasceu seu único filho, Amikai, que, em 1984, apareceu em seu clipe para a música "אם ובנה" ("Mãe e Filho") produzida para o programa "שעה טובה".
No final dos anos 1970, divorciou-se novamente. Posteriormente, veio a conhecer Eli Tamir, que tornou-se seu terceiro marido. Eli Tamir tinha uma filha do casamento anterior, de modo que Ilanit auxiliou-o na criação desta. Em novembro de 2018, separou-se de Tamir, após mais de 30 anos de união.

## Discografia

### Álbuns solo
- 1973: אילנית
- 1974: שירו שיר לשמש
- 1978: רגשות מעורבים
- 1981: אל הדרך
- 1984: אולי עוד פעם
- 1987: סרט בשחור לבן
- 1991: בוא נתחיל מבראשית
- 2008: ישראלית

### Álbuns infantis
- 1970: אִילָנִית לִיְלָדִים
- 1971: אילנית שרה אן-דן-דינו וגלי
- 1972: אילנית בשירי חג לילדים
- 1974: שירי משוררים לילדים
- 1976: שירים שילדים אוהבים והשירים היפים של מרים ילן שטקליס